# Рудня-Повчанська
Рудня-Повчанська — село в Україні, в Коростенському районі Житомирської області. Населення становить 199 осіб. Входить до складу Лугинської селищної громади.

## Географія
Селом протікає річка Жерев.

## Історія
Внаслідок Чорнобильської катастрофи 1986 року село входить до зони безумовного (обов'язкового) відселення.

## Люди
- Кучерява Зоя Олексіївна (народилася 1949 в Рудні-Повчанській) — українська поетеса.